# Björnsson
Björnsson är ett nordiskt efternamn bildat av förnamnet Björn och tillägget son. Även stavningsvarianterna Björnson och Bjørnson förekommer. Namnet används även som patronymikon.

## Björnsson som efternamn
- Anders Björnsson (född 1951), svensk publicist, historiker och översättare
- Birger Björnsson (1908–1995), svensk militär
- Bjørn Bjørnson (1859–1942), norsk skådespelare, manusförfattare och teaterchef
- Bjørnstjerne Bjørnson (1832–1910), norsk författare
- Carl-Hugo Björnsson (1916–1987), svensk pedagog
- Edvard Björnsson (1878–1951), svensk lektor och politiker
- Inga Bjørnson (1871–1952), norsk teaterchef
- Ivar Bjørnson (född 1977), norsk låtskrivare och musiker
- Johanna Björnson (född 1960), svensk dansös
- Sven Björnsson (1905–1950), svensk geograf
- Torsten Björnsson (född 1938), svensk militär

## Björnsson som patronymikon
- Ármann Björnsson (född 1981), isländsk fotbollsspelare.
- Erik Björnsson (800-talet), svensk sagokung.
- Guðmundur Björnsson (1864–1937), isländsk läkare.
- Hafþór Júlíus Björnsson (född 1988), isländsk idrottare och skådespelare.
- Halldóra B. Björnsson (1907–1968), isländsk författarinna.
- Isak Björnsson (Banér) (1300-talet), svensk väpnare och häradshövding.
- Lars Björnsson (präst) (omkring 1494–omkring 1571), svensk präst.
- Lars Björnsson (en bjälke) (1300-talet), svensk lagman, riksråd.
- Lindorm Björnsson (Vinge) (sannolikt död 1498 eller 1499), svensk lagman, riksråd.
- Olof Björnsson, svensk sagokung, cirka 970 - 975, död omkring 975
- Olof Björnsson (död 1332), svensk ärkebiskop.
- Olof Björnsson (sparre), lagman i Värmland 1413-1415
- Olof Björnsson (Vinge), lagman i Värmland 1454-1495
- Snorri Björnsson (1710–1803), isländsk präst och magiker (galdramästare).
- Stefán Björnsson (1721–1798), isländsk matematiker.
- Sveinn Björnsson (1881–1952), isländsk politiker, president 1944–1952.